# 迷網追兇
《迷網追兇》為Disney+於2022年2月16日起播出的原創韓國影集，由《神之一手：鬼手篇》的李建、《10億》的朴哲煥以及《男朋友》的權赫燦共同執導，與《秘密森林》的李秀妍編劇合作打造，於每週三下午全球同步上線。美國則於2022年9月7日在Hulu上線。

## 故事
講述地球在2005年遭遇太陽風的侵襲，所幸受到網格（Grid）行星防護罩的保護，人類才得以倖免。2021年，韓國發生震驚社會的命案，消失24年的網格創始人幽靈再次現身，並阻饒警方追捕殺人犯。網格管理局長年尋覓著能夠自由穿梭時空的幽靈，隨著追捕幽靈與犯人的過程，將逐一揭開拯救人類滅絕背後的真相。

## 製作
2021年2月26日，Man of Creation證實旗下藝人徐康俊收到電視劇《0》（제로）的主角演出提案，由《秘密森林》系列的李秀妍作家執筆，《神之一手：鬼手篇》的導演李建以電影風格打造，是一齣科幻動作驚悚劇，預計於國際OTT平台播映。3月24日，證實千玗嬉與金武烈均收到演出提案，兩人約有二至三年未參演電視劇。3月26日，李施昤方證實收到演出邀約，並據傳由Keyeast製作的《0》有望作為Disney+的原創劇集。3月29日，據傳吳娟受方正商討是否參演本劇，作為時隔四年回歸小螢幕的作品。
4月5日，曾和李建導演於《神之一手：鬼手篇》中合作過金成均，正積極商討演出提案。4月16日，由於千玗嬉婉拒演出，劇組證實時隔四年未參演電視劇的金亞中，成為接演女主角的有力人選，並確定該劇由Ace Factory製作。5月14日，相關人士透露金亞中等演員已開始進行拍攝，由於該劇富含科幻元素，因此劇組在開拍的同時，也正投入大量經費搭建片廠。
6月8日，據傳張少妍加入演出陣容。6月21日，宣布科技公司N2Tech（엔투텍）與Arc Media簽訂合約，投資160億韓元製作費，本劇正式定名為《迷網追兇》（그리드），並預定於隔年2月播映，第1季共10集。李秀妍作家起初命題定義為「O」，即一個圓形文字或符號，緊扣「時間不會流動」的意象，呈現沒有開始也沒有結束的景況，但為了讓劇名統一，最終以劇中的網格命名之。
7月15日，由於有一名幕後人員確診感染COVID-19，拍攝工作即刻中斷，全體劇組人員接受PCR檢測。8月4日，金成均在接受訪問時，證實自己已加入劇組進行拍攝。
10月14日，Disney+正式公佈亞太地區的原創內容，《迷網追兇》名列其中，並由徐康俊與李施昤揭示劇情以及飾演之角色。故事描述國家機關網格管理局下的神秘部門事務局，長年追查一個能自由穿梭時空，且創造了保護地球的網格的神秘女子幽靈，其中涉及殺人事件。
11月2日，本劇完成拍攝，進入後製階段，並公布五名主演的角色姓名與細節。徐康俊飾演對幽靈及其執著，為追查事件真相，而進入管理局任職的金賽河。金亞中飾演在殺人事件現場目擊不可置信的畫面後，與金賽河攜手的刑警鄭拂曉。金武烈飾演無法理解為何要長年追查消失的女子，直到親眼見證的管理局職員宋御真。金成均飾演無法確知真實出生年月日，又沒有任何親友的孤兒兼連續殺人犯金馬鹿。李施昤飾演網格創始人，且還幫助金馬鹿脫逃的幽靈，為所有謎團的開端。徐康俊於該月23日入伍服役，故自此缺席宣傳活動。
2022年1月19日，Disney+釋出兩款海報與一支預告片，宣布本劇於同年2月16日全球上線，27日再公開另一款海報以及預告。後續陸續釋出劇照，解釋網格在劇中設定為保護人類免於受太陽風侵襲的系統，配角包括飾演副局長崔仙蔚的張少妍，以及飾演事務局職員蔡宗怡的宋湘恩等。
2月16日上午，《迷網追兇》舉行製作發佈會。首次執導電視劇的李建導演，除了是李秀妍作家的粉絲的外，坦言是受到「保護地球」的主題所吸引。金亞中認為鄭拂曉比她本人更有正義感與人性，也因此更情緒化與暴躁，雖然得盡力適應角色，但能從台詞中感受到溫暖。金武烈自認裡外皆柔，但宋御真經常武裝自己，因此透過戴眼鏡演出，來凸顯角色的形象，同時讚嘆劇本對科學的考究。金成均認為金馬鹿沒有社交能力，是靠本能生活的人物，因此與本人有很大的差異，並期望能透過劇集令觀眾思考何謂「惡」。由於從未扮演過類似的角色，角色的能力亦遠大於自身，因此李施昤覺得相當有趣，並對編劇創作的世界觀表示驚嘆。

## 演員陣容

### 主要人物
| 演員                                                    | 角色   | 介紹 |
| 徐康俊 （中學：崔乘訓） （9歲：金施友） （6歲：金志友） | 金賽河 | 原名權賽河，被舅舅收養而從母姓，現為網格管理局之事務局的組員，為了追查殺害父親的幽靈，而進入管理局，並透過唇語等技能，觀察著副局長的一舉一動。 |
| 金亞中 （高中：蘇雅琳）                                 | 鄭拂曉 | 松齋警察署重案組搜查官，在追捕殺人犯的現場遇見幽靈後，與賽河一起追查事件真相。                                                                 |
| 金武烈                                                  | 宋御真 | 網格管理局之事務局的組員，拂曉的前夫。曾是網格調整室的組員，對短期便受拔擢的賽河懷有敵意。                                                     |
| 金成均 （幼時：金志勳）                                 | 金馬鹿 | 身份不明的連續殺人犯，是連正確的出生年月日都不知道的孤兒，沒有家人和朋友。原名李時元，曾經目睹養父遭到幽靈殺害。                               |
| 李施昤                                                  | 幽靈   | 24年前用不存在的技術，創建了一個屏蔽地球的網格行星防護罩，使人類倖免於毀滅性的太陽風。消失多年後，如今卻神出鬼沒，是管理局長年追捕的對象。     |

### 其他人物
| 演員   | 角色   | 介紹                                                                                           |
| 張少妍 | 崔仙蔚 | 網格管理局副局長，事務局的長官，知悉24年前的事發經過，並追捕著創造網格的幽靈。                 |
| 宋湘恩 | 蔡宗怡 | 網格管理局之事務局的組員，主修比較文學，是個對超自然現象、多重宇宙、超弦理論等非常關心的人物。 |
| 李圭會 | 韓偉韓 | 網格管理局的保安室長，24年前幽靈出現時身在現場，還知道一個仙蔚不知道的事實。                   |
| 鄭原仲 |        | 產業資源部部長，網格管理局的上級機關長官。                                                     |
| 金炯默 | 曹興植 | 網格管理局局長                                                                                 |
| 權赫   |        | 網格管理局的調整室室長                                                                         |
| 許俊碩 | 任智宇 | 少校級別的軍人，隸屬於網格管理局的特殊小隊。                                                   |
| 崔權   |        | 網格管理局特殊小隊成員，任智宇少校的下屬。                                                     |
| 安聖峯 |        | 網格管理局特殊小隊成員，任智宇少校的下屬。                                                     |
| 金珉松 |        | 網格管理局特殊小隊成員，任智宇少校的下屬。                                                     |
| 朴俊赫 |        | 網格管理局特殊小隊成員，任智宇少校的下屬。                                                     |
| 孔尚娥 | 金敏善 | 賽河的母親，在丈夫死後，過著疲憊與煎熬的生活，最終成為植物人。                                 |
| 曹熙奉 | 高漢勝 | 警監，松齋警察署重案組隊長。                                                                   |
| 車善玗 | 鄭力燦 | 鄭拂曉的弟弟                                                                                   |
| 白勝哲 | 李章赫 | 電波研究中心的清潔工，李時元的養父，遭幽靈電擊死亡。                                           |

### 特別出演
| 演員                    | 角色   | 介紹                                                 |
| 李海榮 （青年：徐康俊） | 權秀根 | 賽河的父親，電波研究中心研究員。                     |
| 劉宰明                  |        | 神秘男子的上級                                       |
| 李起弘                  |        | 神秘男子，持有藍光移動裝置，與幽靈同樣能夠穿梭時空。 |

## 分集
| 集數 | 導演                 | 編劇   | 上線日期      | 片長   |
| --- | -------------------- | ------ | ------------- | ------ |
| 1 | 李建、朴哲煥         | 李秀妍 | 2022年2月16日 | 52分鐘 |
| 2005年，地球即將遭受毀滅性的太陽風侵襲，所幸由人造磁場形成防護罩的網格系統建立成功，人類才得以倖免。2021年，網格管理局事務局的職員金賽河在超商巧遇殺人事件，松齋警察署對兇手金馬鹿展開追捕，當搜查官鄭拂曉差點擒住兇手時，幽靈卻神出鬼沒，不僅協助馬鹿脫逃，還用不明的移動裝置傷及拂曉的右手。事務局組員長年透過網路搜尋，負責追查幽靈的蹤跡，與調整室部門有所隔閡。賽河藉由收垃圾與判讀唇語來觀察崔仙蔚副局長的一舉一動，並發現拂曉撰寫的裝備遺失損壞報告。 |                      |        |               |        |
| 2 | 李建、朴哲煥         | 李秀妍 | 2022年2月23日 | 54分鐘 |
| 拂曉將幽靈的DNA送往國科搜檢驗，得知幽靈的DNA相當怪異，宛如全身骨頭脫臼。賽河從拂曉的報告中發現「憑空消失的女人」的蹤跡，於是向上呈報，仙蔚確認了共犯素描中的女人即是幽靈，於是強行從警察署那接管案件。管理局將搜集來的案件封存，事務局組員又回到日常的網路搜尋工作，令組員大為不滿。賽河與拂曉違背上級，各自暗中調查，意外在馬鹿先前的藏匿處碰上。仙蔚透過警報發現賽河私下闖入她的辦公室。 |                      |        |               |        |
| 3 | 李建、朴哲煥、權赫燦 | 李秀妍 | 2022年3月2日  | 55分鐘 |
| 賽河假裝替仙蔚倒垃圾、洗水杯，實則藉此取得仙蔚的指紋。賽河以共享資訊作為交換，借助拂曉的專業，製作了仙蔚的指紋，得以進入只授權高層參訪的13樓，並偷取了與幽靈相關的資料。賽河偷天換日，駭入管理局的監視器系統，覆蓋自己的身影。1997年，幽靈穿梭於世界各地，創造了網格系統，並用她的移動裝置，將韓國電波研究中心的清潔工活活電擊死亡，清潔工的兒子李時元目睹了一切，其他目擊者還包括仙蔚以及當時還只是個警衛的韓魏韓。賽河與拂曉透過影像資料得知過去的事件，並對幽靈如今在他們面前現身的目的感到困惑。特殊小隊追捕馬鹿，幽靈卻倒轉時空，協助馬鹿躲藏，並將他囚禁在廢棄的地下鐵空間。 |                      |        |               |        |
| 4 | 李建、朴哲煥、權赫燦 | 李秀妍 | 2022年3月9日  | 57分鐘 |
| 任智宇少校追丟馬鹿，並歸咎於事務局。拂曉介入調查的行跡曝光，遭調職處分。仙蔚得知拂曉是宋御真組員的前妻，對御真產生質疑。因各部門間的資訊不對等，導致追捕行動失敗，仙蔚向曹興植局長反映，重掌調查權。賽河與拂曉暗中調查受傷的探員，質疑為何他人受輕傷，清潔工卻活活被燒死。仙蔚追查清潔工的兒子，得知李時元父母雙亡，由清潔工李章赫收養，並因失蹤而被宣告死亡。御真欲關心拂曉，但御真總是武裝自己，讓拂曉疲於應對。幽靈喬裝成看護，負責照料成為植物人的賽河的母親。 |                      |        |               |        |
| 5 | 李建、朴哲煥、權赫燦 | 李秀妍 | 2022年3月16日 | 52分鐘 |
| 拂曉憑幽靈的DNA揣測瞬移對幽靈的身體有害，且企圖搶先抓到兇嫌，作為與管理局談判的籌碼。為了追捕幽靈，御真提議公開通緝幽靈，借助民眾的力量，賽河則建議謊稱網格故障，引她現身網格管理局。賽河與御真產生歧見，部門長官相互角力，產資部部長最終請示青瓦臺，批准兩方案並行。賽河暗中購買了槍枝，為追捕幽靈做準備。局長暗通任少校，違背槍彈禁令，為捉捕幽靈而在所不惜。車站清潔女工發現馬鹿被囚禁在地下鐵的廢棄空間，碰巧前來車站調查的拂曉與馬鹿展開搏鬥。 |                      |        |               |        |
| 6 | 李建、朴哲煥、權赫燦 | 李秀妍 | 2022年3月23日 | 55分鐘 |
| 拂曉擒住馬鹿，並通知高漢勝隊長。經過甜點店通報，管理局得知幽靈先前嗑了許多甜食。調整室室長企圖拉攏御真，御真透露事務局掌握了幽靈的影像。松齋警察署逮捕了馬鹿，為防止引誘計畫出差錯，仙蔚欲接管馬鹿。拂曉知悉馬鹿是幽靈現身的理由之一，於是以馬鹿的性命要脅仙蔚，獲得參與其中的許可。幽靈現身管理局，特殊小隊以實彈槍擊幽靈，仙蔚意外中彈，當場身亡。管理局對幽靈展開研究，從她的手肘中取出控制移動裝置的晶片。局長命御真接管事務局，並由他拷問幽靈，幽靈自稱來自2091年，且時間不會流動。拂曉與保安室長對仙蔚之死感到自責，並得知賽河是1997年的受害者家屬，此時，賽河收到幽靈對母親注射不明藥物的影片。                                                                                       |                      |        |               |        |
| 7 | 李建、朴哲煥、權赫燦 | 李秀妍 | 2022年3月30日 | 56分鐘 |
| 保安室長准許賽河與拂曉抵達13樓，兩人隨後闖入研究室，破壞門禁設備，持槍挾持局長，對幽靈問話。幽靈聲稱賽河的母親已逝，誘使賽河植入晶片，穿梭時空。賽河回到1997年的電波研究中心（網格管理局前身），得知幽靈為創建網格系統，只得殺死父親權秀根，以取得研究員證。清潔工見狀，試圖阻止幽靈擅用機器，卻意外身亡，李時元目睹養父死狀。賽河企圖扭轉一切，防止命案發生，幽靈卻突然灰飛煙滅，未能完成網格系統。賽河救活了父母，一家人經營精工化學工業，過著優渥的生活，馬鹿也從事正規工作，但許多民眾深受輻射之苦，拂曉也因此毀容，令賽河大受打擊。賽河第三度回到1997年，打算完成網格系統，秀根不信任他而出手阻止，賽河失手害死了父親。                                                                 |                      |        |               |        |
| 8 | 李建、朴哲煥、權赫燦 | 李秀妍 | 2022年4月6日  | 57分鐘 |
| 賽河察覺只要清潔工活著，幽靈就會灰飛煙滅，且發現幽靈謊稱母親已逝，實則誘騙他穿越，從中看清現實，任由1997年的兩樁命案發生。賽河刻意讓保安室長提早發現父親的屍體，並安慰幼年的自己，也提示母親接受心理治療。賽河回到2021年，向拂曉與御真吐實，將晶片植回幽靈手裡。任少校不顧研究室人員的性命，在門上安裝炸彈，御真遭炸死，賽河與拂曉則跟隨幽靈穿梭回幾小時前。拂曉確認御真在世後，放下心中大石，並前往車站逮捕馬鹿，卻只見清潔女工的屍體。仙蔚尚未丟失性命，保安室長則認出賽河曾出現在1997年。賽河的母親健康有活力，亡父雖曾被懷疑是殺害清潔工的兇手，但最終成了創建網格系統的英雄。賽河如今是以權賽河的身份活著，並受仙蔚招攬才任職於網格管理局。在馬鹿的惡夢中，除了有幽靈，還有賽河的身影。 |                      |        |               |        |
| 9 | 李建、朴哲煥、權赫燦 | 李秀妍 | 2022年4月13日 | 56分鐘 |
| 賽河揭露金馬鹿即是李時元，於是拂曉前去拜訪金馬鹿待過的育幼院，被仙蔚撞見。仙蔚從育幼院院長口中得知金馬鹿的真實身份，震驚之餘，質疑拂曉為何知情，進而察覺賽河與拂曉暗中合作，並發現1997年清潔工命案的共犯並非權秀根，而是穿越時空的賽河。蔡宗怡發現金馬鹿的逃亡蹤跡，網格管理局緊急逮捕金馬鹿。仙蔚揭露賽河是1997年清潔工命案的當事人，喚醒馬鹿的記憶，刺激馬鹿攻擊賽河，但未能成功引誘幽靈現身。在局長與仙蔚的審問下，賽河道出幽靈移動的方式，以及清潔工與幽靈間的生死關聯。拂曉將幽靈的DNA再次送檢，得知幽靈的DNA不像先前那般破碎，且不僅是自己的後代，還與馬鹿擁有相同血型。 |                      |        |               |        |
| 10 | 李建、朴哲煥、權赫燦 | 李秀妍 | 2022年4月20日 | 57分鐘 |
| 1997年，幽靈揭示其目的是為了讓自己和母親出生，才得以創造網格，而賽河也得知自己恐將犧牲。如今，管理局刻意釋放賽河與馬鹿，藉此引誘幽靈現身。追捕過程中，賽河遭馬鹿刺死，幽靈嘗試扭轉，反倒致拂曉於險境。賽河為了拯救拂曉，再次被馬鹿攻擊而亡，拂曉則擊斃了馬鹿，此時，幽靈遇上另一名同樣能夠穿梭時空的神秘男子。面對賽河之死，宗怡與敏善皆無法諒解仙蔚。御真試圖透過拂曉了解內幕，兩人彼此安慰並舊情復燃。一年後，事務局擴編，成為管理局的核心單位。調職到偏鄉的拂曉育有一名女嬰，御真卻忽然造訪，聲稱是拂曉請他接走母女倆，兩人最終來到某倉庫與幽靈和貌似賽河的男子會合。1997年的電波中心、2005年以及2022年的管理局，突然遭到神秘光火攻擊而陷於火海，網格從此消失。                           |                      |        |               |        |

## 外部連結
- 在Disney+上觀看《迷網追兇》
- Daum上《迷網追兇》的資料
- 互联网电影数据库（IMDb）上《迷網追兇》的资料（英文）